# Ajorama balatukanis
Ajorama balatukanis är en insektsart som beskrevs av Otte, D. 1988. Ajorama balatukanis ingår i släktet Ajorama och familjen syrsor. Inga underarter finns listade i Catalogue of Life.